# 新巨蛋
新巨蛋為位於新北市板橋區的摩天大樓，由三圓建設興建，鄧培華建築師事務所設計，包括4棟建築，最高之B棟樓高168.35米(含屋突189.3米)，共地上46層、地下7層，共計1616戶。臺北捷運藍線新埔站四號出口位於新巨蛋的A棟。A棟為套房，單層20戶，總戶數711戶；B、C、D三棟為中坪數住宅單位；B棟42層至46層為大坪數住宅單位。新巨蛋之名，是相對於板橋區長江路的建案「巨蛋東京花園廣場」較新而命名。

## 共構設施
- 三猿廣場